# Ibn Xuhayd
Abu-Àmir Àhmad ibn Abi-Marwan Abd-al-Màlik ibn Abi-Úmar Àhmad ibn Abd-al-Màlik ibn Úmar ibn Muhàmmad ibn Issa ibn Xuahyd al-Axjaí, més conegut senzillament com a Ibn Xuhayd (àrab: ابن شُهيد, Ibn Xuhayd) (Còrdova 923 - 1035) fou un poeta, home de lletres i polític andalusí. Fou visir o wazir d'al-Mustàdhhir el 1023 juntament amb Ibn Hazm, però el govern va caure al cap de 47 dies i va fugir a Màlaga amb Yahya (I) ibn Alí. Va tornar a Còrdova el 1025 i va restar al cercles propers als governs successius. Va morir de feridura l'11 d'abril de 1035. Era considerat un llibertí. Va escriure diverses obres poètiques notables.